# إزاحة كهربائية

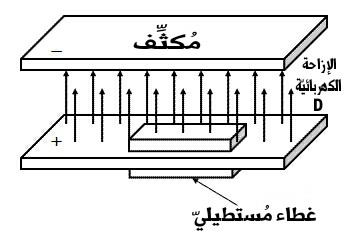
صورة توضح العلاقة بين الإزاحة الكهربائية وشحنة حره.

الإزاحة الكهربائية أو كثافة التدفق الكهربائي {\displaystyle \mathbf {D} } هو حقل متجهي. الوحدة الدولية لها هي كولوم لكل متر مربع، ودالة الإزاحة الكهربية مرتبطة بكمية الشحنة والموضع ولا تعتمد على نوع الوسط.
{\displaystyle |{\vec {D}}|=\varepsilon _{r}\varepsilon _{0}|{\vec {E}}|}
E مجال كهربائي
{\displaystyle \varepsilon _{0}} هي سماحية الفراغ
{\displaystyle \varepsilon _{r}} هي سماحية الوسط
{\displaystyle |{\vec {D}}|={\frac {Q}{A}}}.
Q الشحنة
A المساحة